# Дьявол — обезьяна Бога
Дьявол — обезьяна Бога (лат. Diabolus (est) simia Dei) — сентенция, которая возникла в средневековой Европе (вероятно в Германии); часто встречается в трудах немецкого богослова Мартина Лютера. Позже приписывалась разным Отцам Церкви II—IV века (Василий Великий, Аврелий Августин, Тертуллиан и т. д.). Карл Густав Юнг в работе «Психология и алхимия» также приводит это выражение. Ещё со времён античности поведение обезьяны характеризовалось как подражательное, причём такой имитационный характер признавался «дефектным». Сравнение отражает идею, что дьявол является имитатором Бога, пытаясь подражать во всём. В христианской теологии дьявол представлен как извращённая, негативная копия Бога, создавая иллюзию божественности в своём зле. Эта идея исходит из убеждения, что дьявол не способен к оригинальности и только копирует Божьи действия и атрибуты, часто пародируя их с целью обмана человечества. Эта концепция была популярна среди ранних отцов церкви и богословов средневековья. К сентенции неоднократно обращался Жорж Бернанос в своих эссе («Мы, другие французы», «Униженные дети», «Франция против роботов», «Свобода, для чего?»).
«Обезьяна» одно из многих обличий дьявола в богословской литературе, иконографии. По Петру Ломбардскому, дьявол восстал, так как «хотел уподобиться Богу не путём подражания, но приобретя такую же силу» («Сентенции», 2:6:1). Однако после своего низвержения он был обречён на вечную имитацию, был низведён на роль обезьяны Бога. Из-за зависти он стремится подражать и человеку. Так, немецкий энциклопедист Эразм Финкс (Эразм Франчиши) в трактате «Адский Протей, или тысячеискусный изобразитель…» называет дьявола «обезьяной Бога и человека как божественного подобия». То, что у обезьяны отсутствует хвост воспринималось «как визуальная метафора печального финала дьявольского предприятия; карьера Люцифера оборвалась самым печальным для него образом, она лишена конца, и потому дьявол принимает облик, в котором недостает хвоста». Гуго Сен-Викторский писал, что дьявол в в образе обезьяны «имеет голову, хвоста же не имеет, и хотя она отвратительна вся, однако зад её особенно отвратителен и ужасен. Дьявол же своё начало имел вместе с ангелами на небе, но, поскольку был лицемером и внутренне коварным, лишился хвоста». Связь обезьяны с дьяволом находит подтверждение и в её предрасположенности к меланхолии. На это впервые обратил внимание Исидор Севильский. После этого на этой черте неоднократно останавливались средневековые бестиарии, так, обезьяна радуется в полнолуние, а в новолуние грустит.